# Cambron
Pour les articles homonymes, voir Cambron (homonymie).
Cambron est une commune française située dans le département de la Somme en région Hauts-de-France.
Depuis le 13 février 2020, la commune fait partie du parc naturel régional Baie de Somme - Picardie maritime.

## Géographie

### Localisation
Cambron est un village picard du Vimeu.
Limitrophe d'Abbeville, la localité est située à 45 km au nord-ouest d'Amiens à vol d'oiseau.
Le territoire de la commune est limitrophe de ceux de sept communes.
Les communes limitrophes sont  Abbeville, Cahon, Grand-Laviers, Miannay, Moyenneville, Saigneville et Yonval.

### Hydrographie

#### Réseau hydrographique
La commune est située dans le bassin Artois-Picardie. Elle est drainée par le Contre-fossé Rg canal Maritime d'Abbeville à Saint-Valéry-sur-Somme, le fossé de Cambron, le Petit Laviers et le pêtre,.
Le contre-fossé du canal maritime d'Abbeville à Saint-Valéry-sur-Somme, d'une longueur de 14 km, prend sa source dans la commune de Abbeville et se jette  dans la baie de Somme à Saint-Valery-sur-Somme, après avoir traversé six communes.

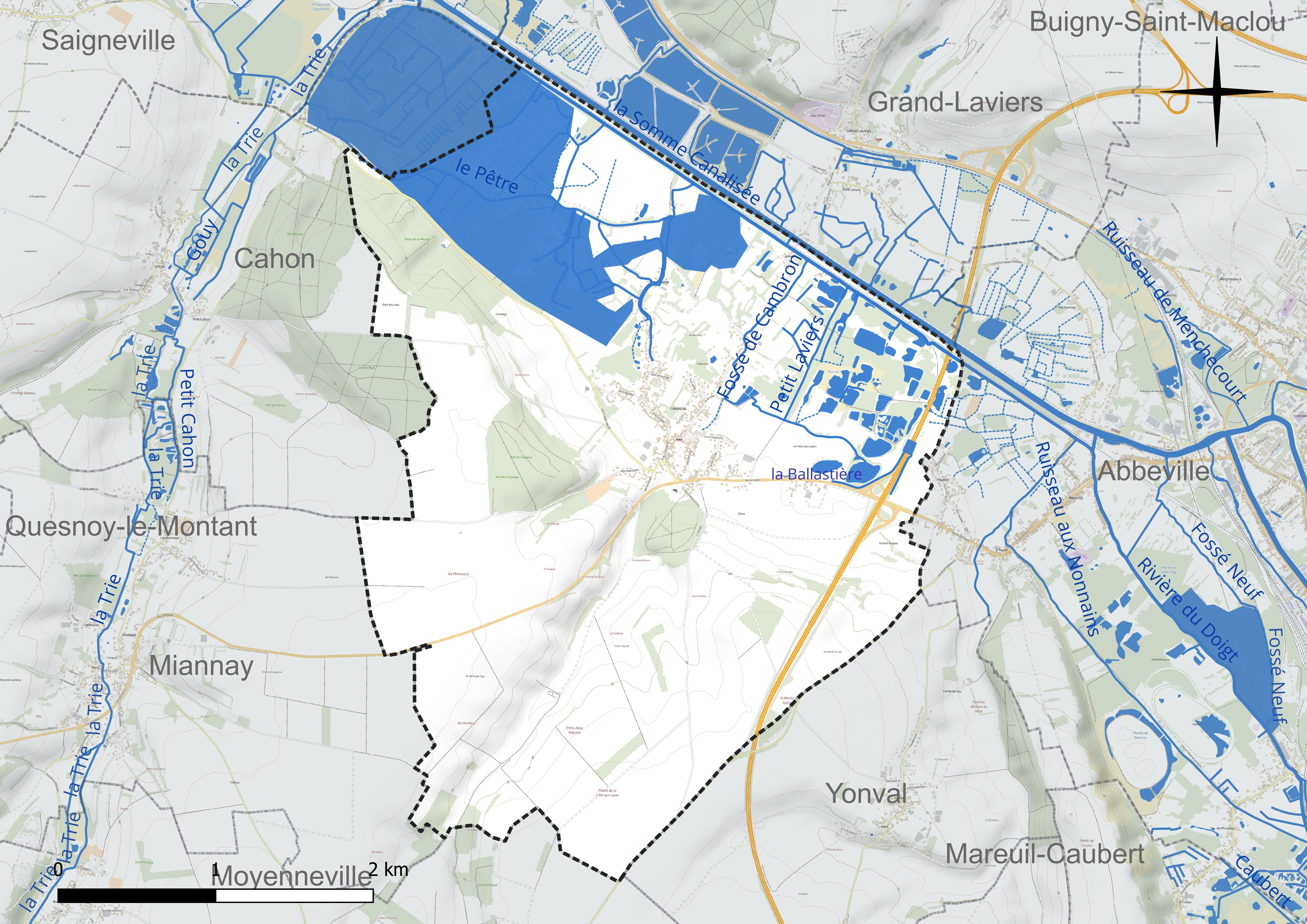
Réseau hydrographique de Cambron.

Un plan d'eau complète le réseau hydrographique : la ballastière (2,1 ha),.

#### Gestion et qualité des eaux
Le territoire communal est couvert par le schéma d'aménagement et de gestion des eaux (SAGE) « Somme aval et Cours d'eau côtiers ». Ce document de planification concerne un territoire de 1 835 km2 de superficie, délimité par le bassin versant de la Somme canalisée. Le périmètre a été arrêté le 29 avril 2010 et le SAGE proprement dit a été approuvé le 6 août 2019. La structure porteuse de l'élaboration et de la mise en œuvre est le syndicat mixte d'aménagement hydraulique du bassin versant de la Somme (AMEVA).
La qualité des cours d'eau peut être consultée sur un site dédié géré par les agences de l'eau et l'Agence française pour la biodiversité.

### Climat
Pour des articles plus généraux, voir Climat des Hauts-de-France et Climat de la Somme.
En 2010, le climat de la commune est de type climat océanique franc, selon une étude du CNRS s'appuyant sur une série de données couvrant la période 1971-2000. En 2020, Météo-France publie une typologie des climats de la France métropolitaine dans laquelle la commune est exposée à un climat océanique et est dans la région climatique Côtes de la Manche orientale, caractérisée par un faible ensoleillement (1 550 h/an) ; forte humidité de l'air (plus de 20 h/jour avec humidité relative > 80 % en hiver), vents forts fréquents.
Pour la période 1971-2000, la température annuelle moyenne est de 10,7 °C, avec une amplitude thermique annuelle de 13,1 °C. Le cumul annuel moyen de précipitations est de 802 mm, avec 12,3 jours de précipitations en janvier et 8,3 jours en juillet. Pour la période 1991-2020, la température moyenne annuelle observée sur la station météorologique la plus proche, située sur la commune d'Abbeville à 5 km à vol d'oiseau, est de 11,0 °C et le cumul annuel moyen de précipitations est de 806,2 mm,. Pour l'avenir, les paramètres climatiques de la commune estimés pour 2050 selon différents scénarios d'émission de gaz à effet de serre sont consultables sur un site dédié publié par Météo-France en novembre 2022.
| Mois                                  | jan.             | fév.             | mars          | avril           | mai             | juin          | jui.           | août           | sep.           | oct.          | nov.            | déc.             | année      |
| ------------------------------------- | ---------------- | ---------------- | ------------- | --------------- | --------------- | ------------- | -------------- | -------------- | -------------- | ------------- | --------------- | ---------------- | ---------- |
| Température minimale moyenne (°C)     | 2,2              | 2,3              | 4             | 5,5             | 8,7             | 11,4          | 13,4           | 13,7           | 11,3           | 8,7           | 5,3             | 2,8              | 7,4        |
| Température moyenne (°C)              | 4,6              | 5                | 7,4           | 9,9             | 13              | 15,7          | 17,9           | 18,1           | 15,4           | 12            | 7,9             | 5,1              | 11         |
| Température maximale moyenne (°C)     | 7                | 7,7              | 10,9          | 14,3            | 17,3            | 20,1          | 22,4           | 22,6           | 19,6           | 15,3          | 10,5            | 7,4              | 14,6       |
| Record de froid (°C) date du record   | −17,4 17.01.1985 | −15,2 13.02.1929 | −9,8 04.03.05 | −3,6 11.04.03   | −1,6 02.05.1960 | 0 14.06.1933  | 1,3 29.07.1933 | 4,9 28.08.1979 | 1,3 23.09.1979 | −5 28.10.1931 | −8,2 23.11.1956 | −14,6 20.12.1938 | −17,4 1985 |
| Record de chaleur (°C) date du record | 17,2 10.01.1936  | 19,9 17.02.1950  | 25,2 31.03.21 | 29,3 16.04.1949 | 32,4 25.05.1953 | 35,2 18.06.22 | 41,3 25.07.19  | 37,3 10.08.03  | 33,1 10.09.23  | 27,8 01.10.11 | 21,8 03.11.1927 | 16,3 30.12.22    | 41,3 2019  |
| Précipitations (mm)                   | 64,1             | 53,4             | 52,8          | 50              | 60,4            | 63,3          | 62,1           | 80,6           | 66,6           | 77            | 84,2            | 91,7             | 806,2      |

## Urbanisme

### Typologie
Au 1er janvier 2024, Cambron est catégorisée commune rurale à habitat dispersé, selon la nouvelle grille communale de densité à sept niveaux définie par l'Insee en 2022.
Elle est située hors unité urbaine. Par ailleurs la commune fait partie de l'aire d'attraction d'Abbeville, dont elle est une commune de la couronne,. Cette aire, qui regroupe 73 communes, est catégorisée dans les aires de 50 000 à moins de 200 000 habitants,.

### Occupation des sols
L'occupation des sols de la commune, telle qu'elle ressort de la base de données européenne d'occupation biophysique des sols Corine Land Cover (CLC), est marquée par l'importance des territoires agricoles (76 % en 2018), en diminution par rapport à 1990 (77,5 %). La répartition détaillée en 2018 est la suivante : 
terres arables (53 %), prairies (15,9 %), forêts (14,3 %), zones agricoles hétérogènes (7,1 %), zones humides intérieures (5,8 %), zones urbanisées (3,9 %). L'évolution de l'occupation des sols de la commune et de ses infrastructures peut être observée sur les différentes représentations cartographiques du territoire : la carte de Cassini (XVIIIe siècle), la carte d'état-major (1820-1866) et les cartes ou photos aériennes de l'IGN pour la période actuelle (1950 à aujourd'hui).

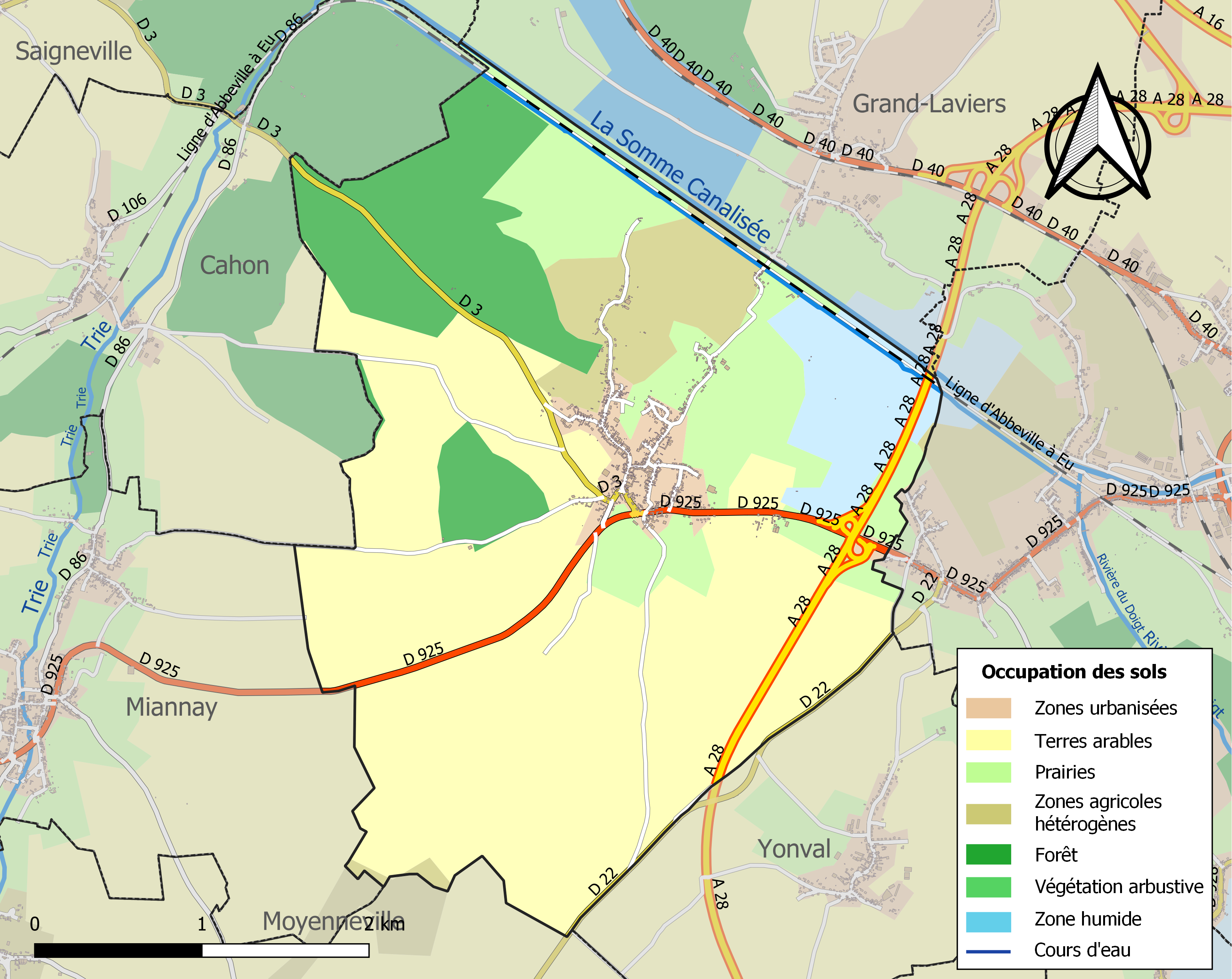
Carte des infrastructures et de l'occupation des sols de la commune en 2018 (CLC).

### Voies de communications et transports
La commune est desservie par l'ex-RN 25 (actuelle RD 925) qui relie notamment Abbeville au Tréport.
En 2019, Cambron est desservie par la ligne d'autocars no 2 (Mers-les-Bains - Friville - Abbeville) du réseau Trans'80, Hauts-de-France, chaque jour de la semaine sauf le dimanche et les jours fériés, ainsi que par les cars TER de la SNCF en remplacement de la ligne ferroviaire d'Abbeville au Tréport..

## Toponymie
Le nom de la localité est attesté sous les formes Camberon en 1100 ; Cambron en 1100 ; Gamberon en 1177 ; Camberun en 1191 ; Camberone en 1215 ; Camberonium en 1227 ; Canberon en 1300 et 1323 ; Cambon en 1638 ; Crambon en 1648 ; Cambronne en 1695 ; Chambron en 1710 ; Caimbron en 1753.
L'origine du nom Cambron est issu du celtique cambrone lui-même du gaulois cambo qui veut dire « courbe » (Cambron est dans un méandre de la Somme).

## Histoire
La gare de Cambron - Laviers de sur la ligne d'Abbeville à Eu a facilité le déplacement des habitants et le transports des marchandises de 1882 à 1993.
Le 2 mai 1976, le hameau de Petit-Laviers est rattaché à la commune de Grand-Laviers, auparavant il faisait partie de la commune de Cambron.
Au 1er janvier 1986, la dépendance de Yonval a été détachée de Cambron. Elle est devenue une commune autonome.

## Politique et administration
Maire au cours du XIXe siècle : Adrien Tillette de Clermont-Tonnerre.
| Période                                  | Période                       | Identité                                                   | Étiquette | Qualité |
| ---------------------------------------- | ----------------------------- | ---------------------------------------------------------- | --------- | --- |
| en cours en 1821 et 1834                 |                               | Prosper-Abbeville Tillette de Mautort de Clermont-Tonnerre |           | Militaire et homme politique Député de la Somme (1842 → 1859) Président de la Société linnéenne Nord-Picardie |
| Les données manquantes sont à compléter. |                               |                                                            |           | |
| 1983                                     | novembre 2018                 | M. Claude Hédin                                            | DVD       | Vice-président de la CC de l'Abbevillois (2014→2018) Décédé en fonctions.                                     |
| février 2019                             | En cours (au 3 novembre 2020) | M. Claude Leblond                                          |           | Retraité des Finances publiques                                                                               |

## Population et société

### Démographie
L'évolution du nombre d'habitants est connue à travers les recensements de la population effectués dans la commune depuis 1793. Pour les communes de moins de 10 000 habitants, une enquête de recensement portant sur toute la population est réalisée tous les cinq ans, les populations de référence des années intermédiaires étant quant à elles estimées par interpolation ou extrapolation. Pour la commune, le premier recensement exhaustif entrant dans le cadre du nouveau dispositif a été réalisé en 2007.

En 2022, la commune comptait 751 habitants, en évolution de +2,46 % par rapport à 2016 (Somme : −1,26 %, France hors Mayotte : +2,11 %).
| 1793 | 1800 | 1806 | 1821 | 1831 | 1836 | 1841  | 1846  | 1851  |
| ---- | ---- | ---- | ---- | ---- | ---- | ----- | ----- | ----- |
| 650  | 728  | 795  | 916  | 954  | 987  | 1 057 | 1 118 | 1 142 |

| 1856  | 1861  | 1866  | 1872  | 1876  | 1881  | 1886  | 1891  | 1896 |
| ----- | ----- | ----- | ----- | ----- | ----- | ----- | ----- | ---- |
| 1 145 | 1 179 | 1 200 | 1 142 | 1 132 | 1 128 | 1 099 | 1 046 | 967  |

| 1901 | 1906 | 1911 | 1921 | 1926 | 1931 | 1936 | 1946 | 1954 |
| ---- | ---- | ---- | ---- | ---- | ---- | ---- | ---- | ---- |
| 972  | 957  | 900  | 911  | 922  | 917  | 875  | 878  | 884  |

| 1962 | 1968 | 1975 | 1982 | 1990 | 1999 | 2006 | 2007 | 2012 |
| ---- | ---- | ---- | ---- | ---- | ---- | ---- | ---- | ---- |
| 918  | 898  | 876  | 833  | 630  | 710  | 717  | 718  | 745  |

| 2017 | 2022 | - | - | - | - | - | - | - |
| ---- | ---- | - | - | - | - | - | - | - |
| 724  | 751  | - | - | - | - | - | - | - |

### Enseignement

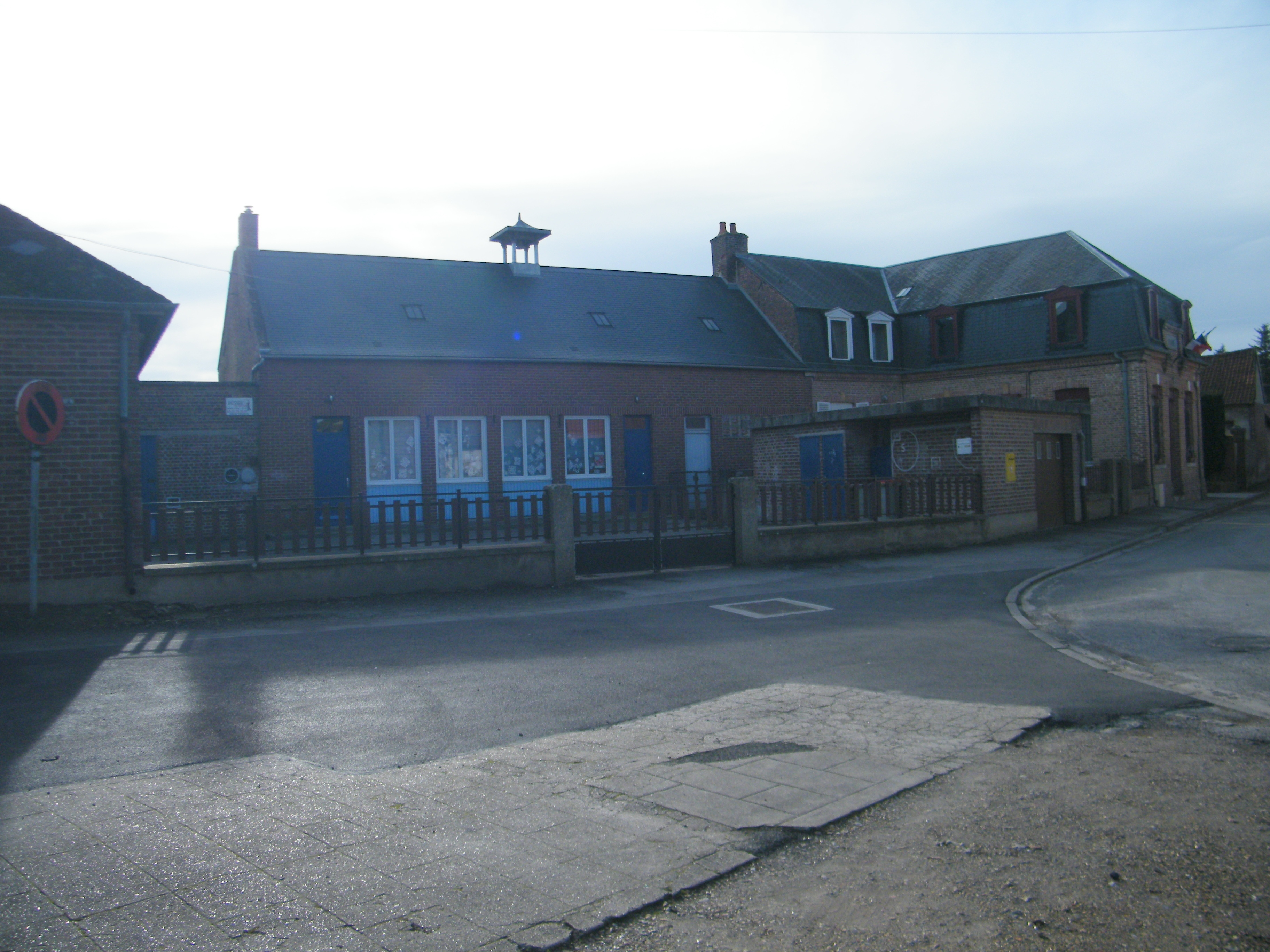
L'école.

La commune dispose d'une école primaire construite en 1932, dont  la réhabilitation/extension a lieu de  2020 à 2023 sous la maîtrise d'ouvrage de la communauté d'agglomération (CABS), qui a statutairement la compétence scolaire.
En 2019, elle accueille environ 90 élèves répartis en quatre classes
L'école porte le nom d'un ancien maire : Claude Hédin.

### Sport
La Jeunesse sportive de Cambron est le club de football de la commune. Il évolue actuellement en Départemental 3 du district de la Somme. La JSC évolue au stade municipal, situé dans le centre de Cambron.

## Culture locale et patrimoine

### Lieux et monuments
- Église Saint-Martin[34],[35],[36], remaniée à plusieurs époques.

- La « croix qui corne »[37], croix de tuf (pierre en calcaire local, très dure malgré son apparence), typique du Vimeu.

- Château[38]

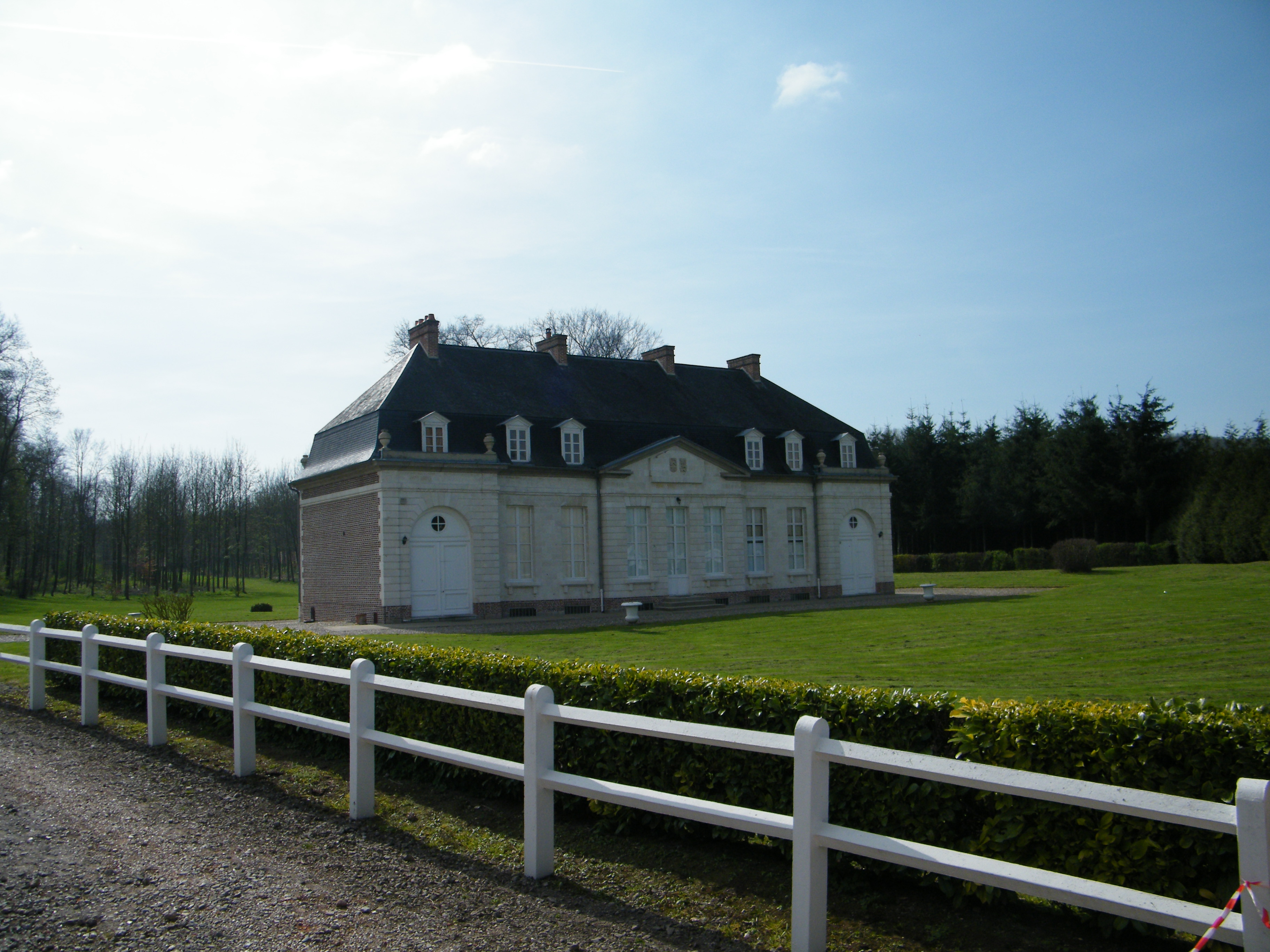
Château.
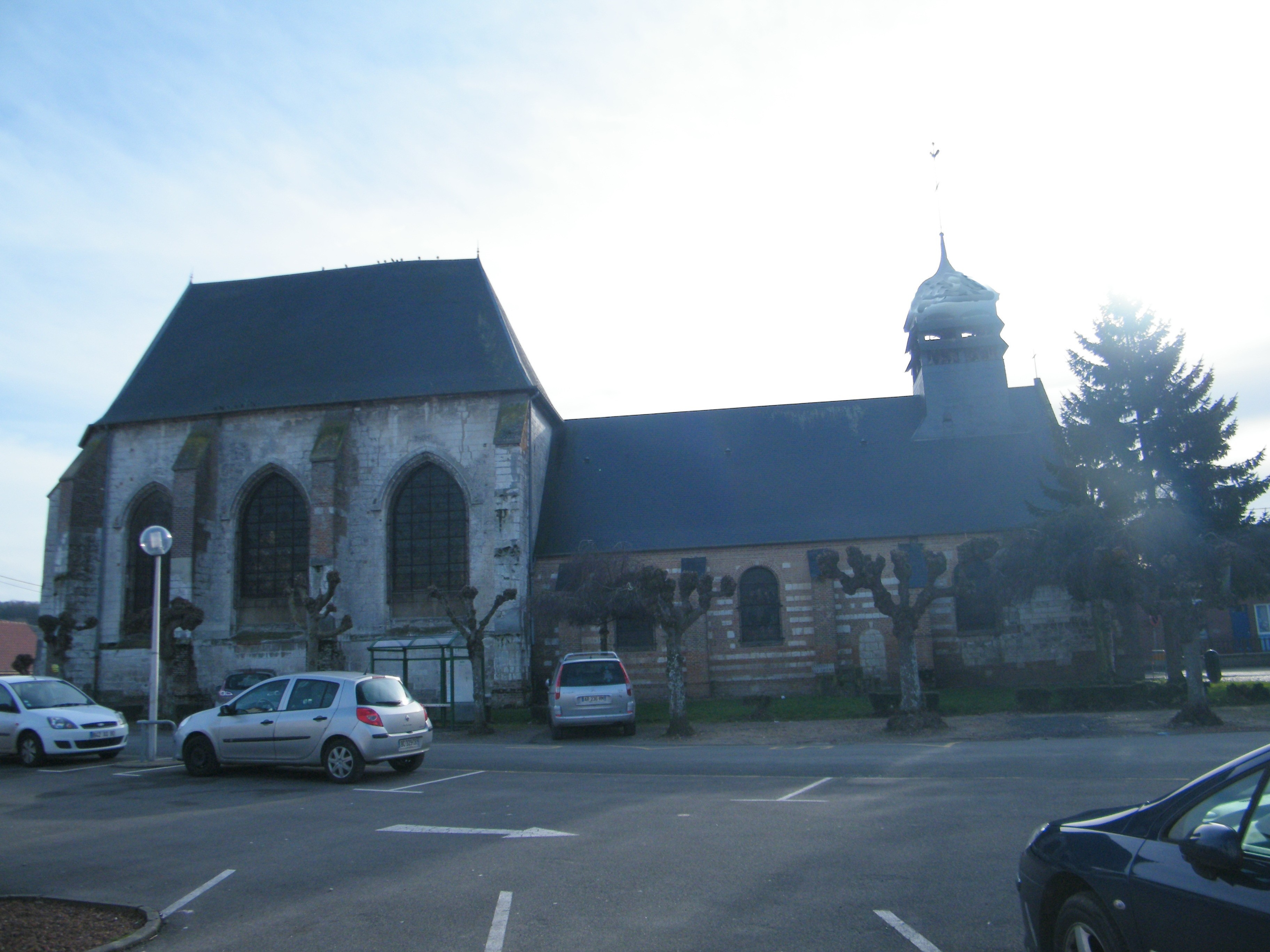
Église Saint-Martin.
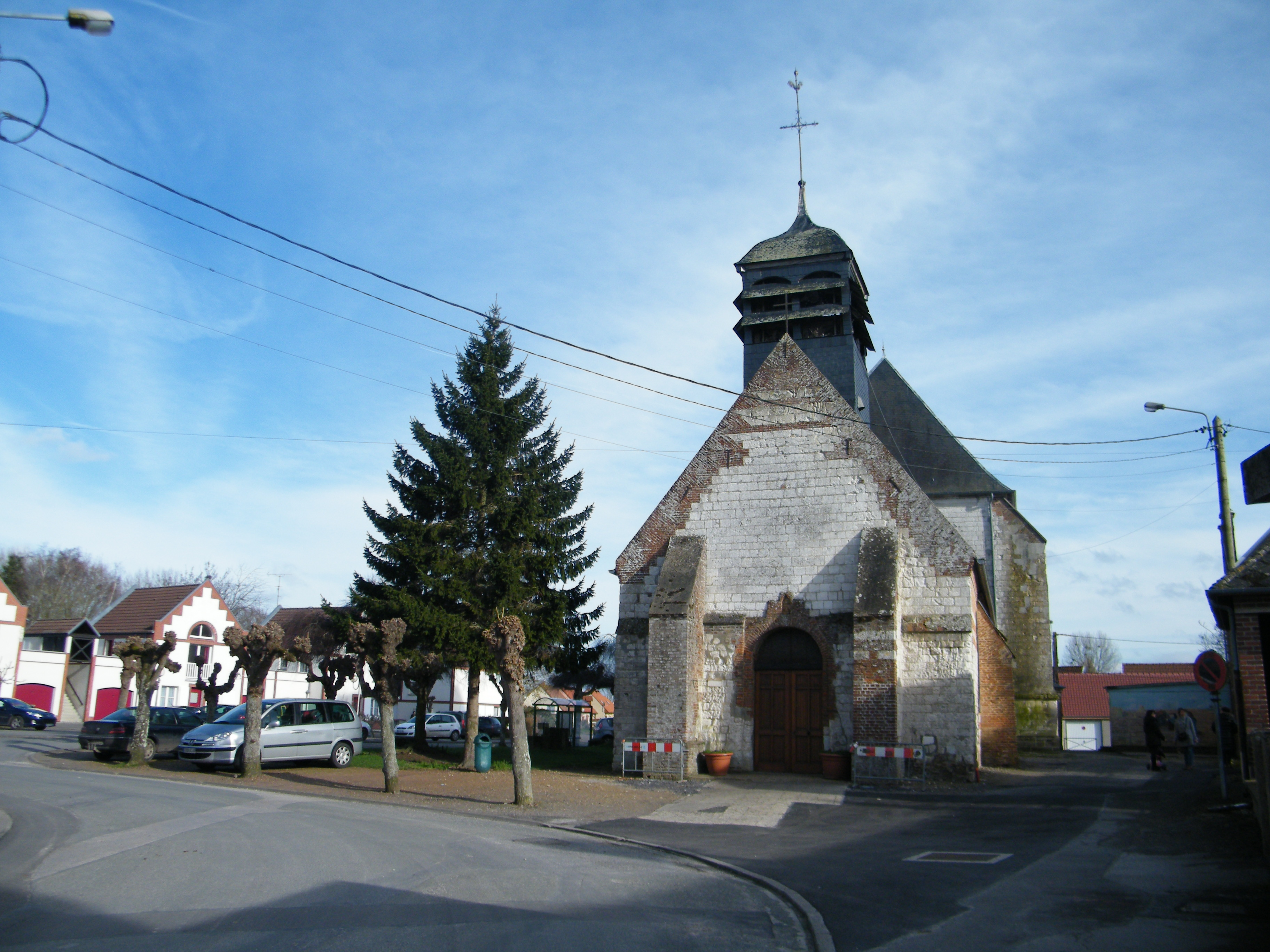
Clocher de l'église.
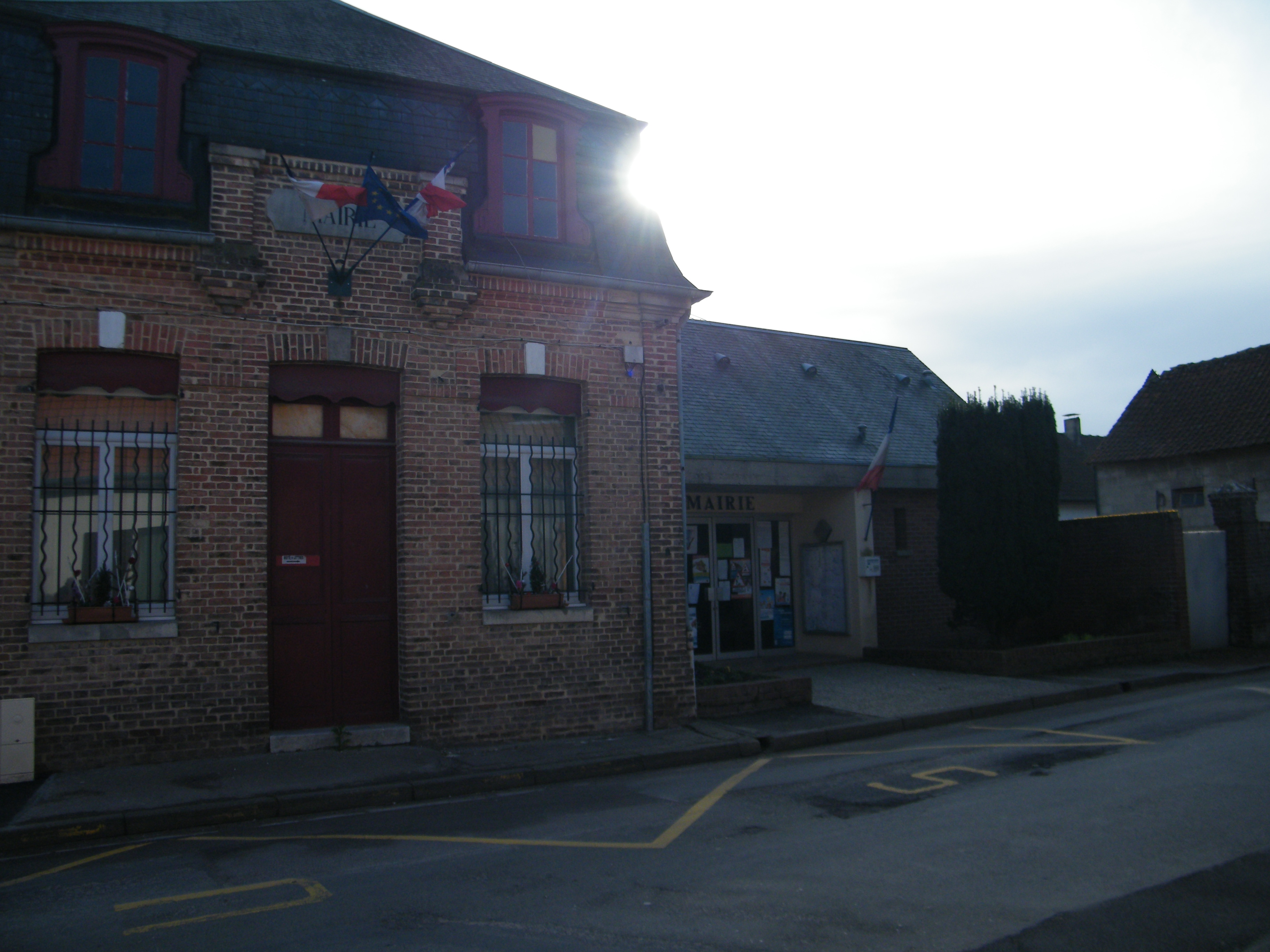
Mairie.

### Héraldique
|  | Les armes de la commune se blasonnent ainsi : fascé de gueules et d'or de huit pièces. |

### Personnalités liées à la commune
- Jacques Masson dit « Latomus », inquisiteur né à Cambron en 1475, juge de William Tyndale.
- Michaël Debève, footballeur liciencié à la JS Cambron de 1976 à 1984.